# Triple saut masculin aux Jeux olympiques de 1896
Pour un article plus général, voir Athlétisme aux Jeux olympiques de 1896.
Navigation
Paris 1900
L'épreuve du triple saut masculin aux Jeux olympiques de 1896 s'est déroulée le 6 avril 1896 dans le Stade panathénaïque d'Athènes, en Grèce. Elle est remportée par l'Américain James Connolly.

## Résultats
| Rang               | Athlète           | Pays       | Distance | Notes |
| ------------------ | ----------------- | ---------- | -------- | ----- |
| Médaille d'or      | James Connolly    | États-Unis | 13,71 m  |       |
| Médaille d'argent  | Alexandre Tuffèri | France     | 12,70 m  |       |
| Médaille de bronze | Ioánnis Persákis  | Grèce      | 12,52 m  |       |
| 4                  | Alajos Szokolyi   | Hongrie    | 11,26 m  |       |
| 5                  | Carl Schuhmann    | Allemagne  | Inconnu  |       |
| 6–7                | Fritz Hofmann     | Allemagne  | Inconnu  |       |
| 6–7                | Khristos Zoumis   | Grèce      | Inconnu  |       |
| —                  | Alfred Flatow     | Allemagne  | DNS      |       |
| —                  | Adolphe Grisel    | France     | DNS      |       |
| —                  | Pál Péthy         | Hongrie    | DNS      |       |
| —                  | Friedrich Traun   | Allemagne  | DNS      |       |